# Missale Aboense

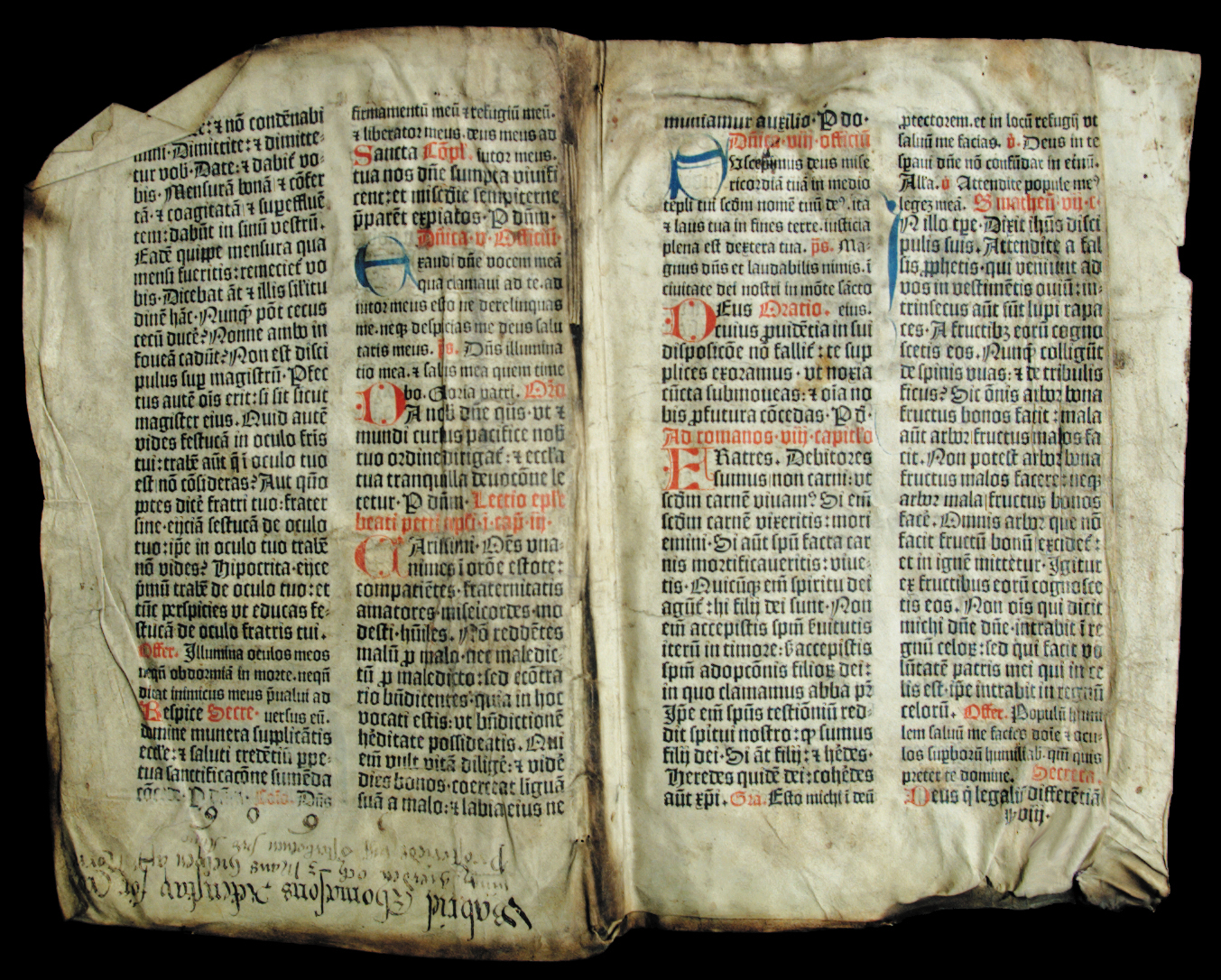
Missale Aboense

Missale Aboense är en mässbok som trycktes för Åbo Stift år 1488. Det är den äldsta tryckta boken och den enda inkunabeln i Finland. Missale Aboense är på latin och trycktes av Bartholomaeus Ghotan i Lübeck på uppdrag av biskopen Konrad Bitz och domprosten Magnus III Stjernkors.
Det finns fyra bevarade pergamentmissalen av Missale Aboense, varav två i Finland. Den ena finns på Helsingfors universitetsbibliotek och den andra på Jyväskylä universitetsbibliotek.